# Майський (Кабардино-Балкарія)
Майський (рос. Майский) — місто у Майському районі Кабардино-Балкарії Російської Федерації.
Орган місцевого самоврядування — міське поселення Майський. Населення становить 26 652 особи.

## Історія
Згідно із законом від 27 лютого 2005 року органом місцевого самоврядування є міське поселення Майський.

## Населення
| 1926    | 1939    | 1959    | 1967    | 1970    | 1979    | 1989    |
| ------- | ------- | ------- | ------- | ------- | ------- | ------- |
| 2893    | ↗5900   | ↗12 387 | ↗17 000 | ↗18 623 | ↗21 768 | ↗24 533 |
| 1996    | 1998    | 2000    | 2001    | 2002    | 2003    | 2005    |
| ↗25 300 | →25 300 | ↘25 100 | ↘25 000 | ↗27 037 | ↘27 000 | ↗27 200 |
| 2006    | 2007    | 2008    | 2009    | 2010    | 2011    | 2012    |
| ↗27 300 | ↘27 100 | ↗27 200 | ↗27 301 | ↘26 755 | ↗26 800 | ↘26 757 |
| 2013    | 2014    | 2015    | 2016    | 2017    | 2018    | 2019    |
| ↘26 558 | ↘26 493 | ↗26 683 | ↗26 831 | ↗27 055 | ↗27 074 | ↘26 945 |
| 2020    |         |         |         |         |         |         |
| ↘26 652 |         |         |         |         |         |         |